# Жозеф-Морис-Аннибаль де Монморанси-Люксембург
Жозеф-Морис-Аннибаль де Монморанси (фр. Joseph-Maurice-Annibal de Montmorency; 15 ноября 1717 — сентябрь 1762), маркиз де Бреваль, граф де Люкс и Бомон, называемый графом де Монморанси — французский генерал.

## Биография
Второй сын маршала Франции Кристиана-Луи де Монморанси-Люксембурга и Луизы-Мадлен де Арле де Бомон.
Поначалу известный как маркиз де Бреваль, поступил на службу в 1732 году мушкетером. В 1734 участвовал в атаке Этлингенских линий и осаде Филиппсбурга. 13 декабря получил роту в кавалерийском полку Клермона, с которым действовал на Рейне в 1735.
6 мая 1739 назначен полковником Фландрского пехотного полка; присоединился к нему на Корсике, где до апреля 1741 служил под командованием маркиза де Майбуа.
В августе 1743 его полк в числе 14 батальонов соединился с испанцами на пьемонтской границе; сам он прибыл в сентябре, участвовал в атаке Ла-Шеналя и деревни Пон, но кампания была неудачной и войска отступили.
В 1744 командовал своим полком в Итальянской армии принца де Конти, участвовал в атаке укреплений Монтальбана, взятии Ниццы, Монтальбана, Вильфранша в апреле, переходе через Альпы в июле, осаде и взятии Шато-Дофена, и осаде Демонте. 24 августа прибыл в Мец, доставив королю известие о победе.
1 сентября получил чин бригадира (приказ вышел 2 мая), служил в этом качестве при осаде Кунео, и сражении, состоявшемся под его стенами.
В 1745—1746 продолжал службу в Итальянской армии инфанта дона Филиппа и маршала Майбуа при осадах Акви, Тортоны, Павии, Алессандрии, Валенцы, Асти, в котором он был оставлен в составе гарнизона под командованием де Монталя. В марте 1746 крепость была атакована королём Сардинии, и гарнизон сдался в плен.
7 июня 1746 назначен подполковником пехотного полка Дофина, отставлен от командования Фландрским полком. Обменянный в июле 1747, он был направлен в Нидерланды, присоединился к дофину под стенами Берген-оп-Зоома, и оставался там до взятия этой крепости.
1 января 1748 произведен в лагерные маршалы, оставил полк Дофина и был определен в Итальянскую армию, к которой не успел присоединиться, так как война окончилась.
1 марта 1757 направлен в Германскую армию, участвовал в битве при Хастенбеке и оккупации Ганновера. 1 мая 1758 произведен в генерал-лейтенанты армий короля, 1 июня был направлен в Мессенскую область, 1 ноября назначен командующим в Седане.
С 1 мая 1759 по 1 июня 1760 командовал в Эно, 1 мая 1761 был назначен командующим в Они.

## Семья
1-я жена (12.06.1741): Франсуаза-Тереза-Мартина Лепеллетье де Розамбо (1722—13.12.1750)
Дочь:
- Мари-Луиза-Морисетта де Монморанси-Люксембург (2.09.1750—3.11.1829). Муж (14.01.1765): герцог Анн-Александр де Монморанси-Лаваль (1747—1817)

2-я жена (3.10.1752): Мари-Жанна-Тереза де Л’Эпине-Мартевиль, дочь Луи Л’Эпине, маркиза де Мартевиль, и Мари-Женевьевы Камю де Понкарре. Вторым браком вышла за Шарля-Анн-Сижисмона де Монморанси-Люксембург, герцога д’Олонна (1721—1777)